# Natriumaluminat
Natriumaluminat är en förening av natriumoxid och aluminiumoxid, och är en viktig kommersiell produkt. Det utgör en viktig källa till aluminiumhydroxid för många industriella och tekniska applikationer. 

## Egenskaper
Rent natriumaluminat (vattenfritt) är en vit, kristallin fast substans. Ämnet är tillgängligt som lösning eller fast substans.
Vattenfritt natriumaluminat, NaAlO2,  har en struktur med en tredimensionell ram, som i hörnen är kopplade till AlO4 –tetraedrar.
Strukturen för den hydratiserade formen, NaAlO2, 5/4 H2O, har skikt av AlO4-tetraedrar sammanfogade i ringar där skikten hålls samman av natriumjoner och vattenmolekyler som vätebindningar till O-atomer i AlO4.

## Framställning
Natriumaluminat tillverkas genom upplösning av aluminiumhydroxid i en NaOH-lösning. Processen måste utföras i ånguppvärmda kärl av nickel eller stål. Aluminiumhydroxiden kokas i en natriumhydroxid-lösning med ungefär 50 % vattenhalt tills en fast massa bildas.
Den erhållna massan kyls och krossas för att därefter torkas i en roterande ugn, antingen direktuppvärmd eller uppvärmd genom förbränning av väte. Den resulterande produkten innehåller 90 % natriumaluminat, 1 % vatten och 1 % fri natriumhydroxid.

## Användning
Natriumaluminat används vid vattenbehandling som tillsats till avhärdningssystem, som en koagulant för att förbättra flockning, och för att avlägsna upplösta koldioxider och fosfater.
Inom byggnadstekniken används natriumaluminat för att påskynda stelning av betong, främst när man arbetar under frost. Det används också inom pappersindustrin och för tillverkning av eldfast tegel.
Lösningar av natriumaluminat är en mellanprodukt vid framställning av zeoliter.